# Cirrholovenia reticulata
Cirrholovenia reticulata is een hydroïdpoliep uit de familie Lovenellidae. De poliep komt uit het geslacht Cirrholovenia. Cirrholovenia reticulata werd in 2004 voor het eerst wetenschappelijk beschreven door Xu & Huang. 